# Клекотинка
Клекотинка — річка  в Україні, у Шаргородському  районі Вінницької області. Ліва притока Мурафи  (басейн Дністра ).

## Опис
Довжина річки 12 км. Формується з багатьох безіменних струмків та водойм.  Площа басейну 59,0 км².

## Розташування
Бере  початок на південному заході від Пеньківки. Спочатку тече на південний схід через Юхимівку, а потім на південний захід через Клекотину і впадає у річку Мурафу, ліву притоку Дністра.
Річку перетинає автомобільна дорога Т 0230.